# لی ژنگ
لی ژنگ (انگلیسی: Li Zheng؛ زادهٔ ۱۸ ژانویه ۱۹۸۶) وزنه‌بردار اهل چین است.
وی در مسابقات کشوری و بین‌المللی در مجموع برندهٔ ۲ مدال طلا، ۱ مدال نقره شده‌است.